# Sandro André da Silva
Sandro André da Silva (født 5. marts 1974) er en tidligere brasiliansk fodboldspiller.
Han har spillet for flere forskellige klubber i sin karriere, herunder Kashima Antlers.